# Thelxinoe (vệ tinh)
Thelxinoe /θɛlkˈsɪnoʊ.iː/, hay còn được gọi là Jupiter XLII, là một vệ tinh tự nhiên của Sao Mộc. Thelxinoe được phát hiện bởi một nhóm các nhà thiên văn học từ Đại học Hawaii do Scott S. Sheppard dẫn đầu năm 2004 từ những bức ảnh chụp năm 2003, và ban đầu nhận được tên chỉ định tạm thời là S/2003 J 22.
Thelxinoe có đường kính khoảng 2 km. Hành tinh này quay quanh Sao Mộc ở khoảng cách trung bình 20,454 Mm trong 597,607 ngày, với độ nghiêng 151° so với mặt phẳng hoàng đạo (153° so với quỹ đạo của sao Mộc), theo hướng nghịch với độ lệch tâm là 0,2685.
Thiên thể này được đặt tên vào tháng 3 năm 2005 theo tên của Thelxinoe, một trong bốn Muse truyền thống theo một số nhà văn Hy Lạp, và là con gái của thần Zeus (Jupiter) của Mnemosyne.
Thelxinoe thuộc nhóm Ananke, các vệ tinh dị hình quay ngược quỹ đạo Sao Mộc trong khoảng thời gian từ 19.3 đến 22.7 Gm, ở độ nghiêng khoảng 150°.